# Opština Irig
Die Opština Irig ist eine Gemeinde (Opština) im Okrug Srem, in der serbischen Provinz Vojvodina. Neben der Stadt Irig, die der Verwaltungssitz ist, umfasst sie die Dörfer Velika Remeta, Vrdnik, Grgeteg, Dobrodol, Krušedol, Mala Remeta, Neradin, Rivica, Šatrinci und Jazak. Sie zählt 9396 Einwohner (2022). Ihre Gemarkung erstreckt sich über einer Fläche von 226 km².